# Amphicerus clunalis
Amphicerus clunalis är en skalbaggsart som beskrevs av Pierre Lesne 1939. Amphicerus clunalis ingår i släktet Amphicerus och familjen kapuschongbaggar. Inga underarter finns listade i Catalogue of Life.